# Trapped in Crime
Trapped in Crime è il terzo album del rapper statunitense C-Murder, pubblicato nel 2000 da TRU Records, No Limit, Virgin Music e Priority Records. C-Murder ha costruito l'album sul concetto di essere 'intrappolato nel crimine', tirando fuori il terzo album di fila al primo posto nella classifica degli album R&B/Hip-Hop.
Il successo del disco è stato trainato dall'enorme successo del singolo Down for My N's, divenuto un classico del genere, essendo stato ripreso e campionato numerosissime volte da artisti hip hop di largo successo come 2 Chainz, Tyga, Lil Wayne, Drake, ̪YG, Young Jeezy, Rick Ross, ASAP Rocky, Kendrick Lamar e Kanye West .
Ospiti del disco, tra gli altri, i fratelli di C-Murder Master P e Silkk the Shocker, Fat Joe, Kokane, Jermaine Dupri, Tha Eastsidaz, Mystikal e Snoop Dogg.
| Recensione | Giudizio |
| ---------- | -------- |
| AllMusic   | [ 4 ]    |

## Tracce
1. Intro (featuring Krazy) – 0:57 – Carlos Stephens
2. Forever Tru – 2:49 – XL
3. Concrete Jungle (featuring Kokane & Tha Eastsidaz) – 4:35 – L.T. Hutton
4. They Don't Really Know You (featuring Master P & Erica Fox) – 3:39 – Carlos Stephens
5. How a Thug Like It (featuring Da Brat & Jermaine Dupri) – 3:13 – Bryan-Michael Cox & Jermaine Dupri
6. Want Beef (featuring Fat Joe) – 2:27 – Ke'Noe
7. Ride (featuring Samm & D.I.G.) – 4:37 – XL
8. Staring at the Walls – 3:23 – Carlos Stephens
9. On da Block (featuring Young Gunz) – 3:07 – Bass Heavy & Suga Bear
10. What You Bout (featuring Mystikal) – 2:45 – Ke'Noe
11. Battlefield – 0:58
12. Where Do We Go (featuring Mac, Silkk the Shocker & Sons of Funk) – 4:20 – Ke'Noe
13. NL Niggaz (featuring Afficial) – 2:59 – Ke'Noe
14. Too Much Noise (featuring Master P & D.I.G.) – 3:22 – DJ Ron
15. Damned If They Murder Me (featuring Mac, Magic & Ms. Peaches) – 3:48 – XL
16. Hustlin' (featuring Master P & Krazy) – 3:41 – Ezel Swang
17. That Calliope – 2:37 – XL
18. Young Thugs (featuring Popeye & Holloway) – 3:32 – XL
19. Otis Commercial (featuring Otis) – 0:36
20. Interlude – 0:47
21. They Want My Money (featuring Mac & Mia X) – 3:03 – XL
22. Thug in Yo Life (featuring Krazy & Suga Bear) – 2:28 – Suga Bear
23. Down for My N's (featuring Magic & Snoop Dogg) – 3:45 – Carlos Stephens & XL
24. Street Thugs (featuring Jabo & New-9) – 3:08 – XL

## Classifiche

### Classifiche settimanali
| Classifica (2000)         | Posizione massima |
| ------------------------- | ----------------- |
| Stati Uniti               | 9                 |
| US Top R&B/Hip-Hop Albums | 1                 |

| Classifica (2000)         | Posizione massima |
| ------------------------- | ----------------- |
| US Top R&B/Hip-Hop Albums | 93                |